# Lotte Hotels & Resorts
Lotte Hotels and Resorts es una cadena surcoreana de hoteles de lujo propiedad de Lotte Hotel Co. Ltd., el brazo hotelero de la Lotte Corporation. La empresa fue fundada en mayo de 1973. Tras la inauguración del Lotte Hotel Seoul en 1979, la cadena abrió hoteles en Jamsil, Busan, Jeju y Ulsan. Su primer hotel de negocios, el Lotte City Hotel Mapo, abrió en abril de 2009, y el primer hotel de la cadena fuera de Corea del Sur, el Lotte Hotel Moscow, abrió en junio de 2010. El 8 de diciembre de 2011, se inauguró su segundo hotel de negocios, el Lotte City Hotel Gimpo Airport, dentro del complejo del Lotte Mall Gimpo Airport.

## Historia
El Lotte Group fue fundado originalmente en Japón y se expandió a Corea del Sur con la fundación de la Lotte Confectionery Co. Ltd. en 1967. El Lotte Group está compuesto por más de sesenta unidades empresariales dedicadas a industrias tan diversas como los caramelos, las bebidas, los hoteles, la comida rápida, el comercio minorista, los servicios financieros, la industria química, la electrónica, las tecnologías de la información, la construcción, la edición de libros y el entretenimiento. Lotte Hotels & Resorts fue fundada en 1973 con la inauguración del primer hotel de la cadena, el Lotte Hotel Seoul, situado en Jung-gu, que contiene una suite real de 460 m² de superficie.
La empresa expandió su negocio en 1988 e inauguró Lotte Hotel World, un complejo de ocio que contiene un gran parque temático cubierto, un parque de atracciones al aire libre, una isla conectada mediante monorraíl, centros comerciales, un hotel, un museo, instalaciones deportivas y cines. El tercer hotel de la cadena, el Lotte Hotel Busan, fue inaugurado en 1997 en Busan, la segunda ciudad más grande de Corea del Sur tras Seúl y su mayor ciudad portuaria. El Lotte Hotel Jeju fue inaugurado en 2000 en la isla de Jeju, que tiene un clima templado, paisajes naturales y playas. Jeju es un destino turístico popular para los surcoreanos, así como para los turistas procedentes de otras partes de Asia Oriental. Dos años más tarde, la cadena abrió el Lotte Hotel Ulsan. El sexto hotel de la cadena, el Lotte City Hotel Mapo, fue inaugurado en 2009 en Mapo-gu, un distrito de Seúl. Este «hotel de ciudad» está orientado a los viajeros de negocios.
El primer hotel de la cadena fuera de Corea del Sur, el Lotte Hotel Moscow, fue inaugurado en Rusia en 2010. El Lotte City Hotel Gimpo Airport fue inaugurado en Gangseo-gu (Seúl) el 8 de diciembre de 2011. Este hotel está situado dentro del complejo Lotte Mall Gimpo Airport. El edificio tiene ocho plantas y alberga 197 habitaciones, un restaurante de bufé, salones de banquetes, salas de conferencias y un gimnasio.

## Propiedades
| - Corea del Sur - Signiel - Signiel Seoul - Signiel Busan - Lotte Hotel - Lotte Hotel Seoul - Lotte Hotel Busan - Lotte Hotel World - Lotte Hotel Jeju - Lotte Hotel Ulsan - L7 - L7 Myeongdong - L7 Gangnam - L7 Hongdae - Lotte City Hotel - Lotte City Hotel Mapo - Lotte City Hotel Gimpo Airport - Lotte City Hotel Guro - Lotte City Hotel Myeongdong - Lotte City Hotel Jeju - Lotte City Hotel Ulsan - Lotte City Hotel Daejeon - Lotte Resort - Lotte Resort Jeju Art Villas - Lotte Resort Sokcho - Lotte Resort Buyeo | - Rusia - Lotte Hotel Moscow - Lotte Hotel St. Petersburg - Lotte Hotel Vladivostok - Lotte Hotel Samara - Estados Unidos - Lotte New York Palace - Lotte Hotel Seattle - Lotte Hotel Guam - Japón - Lotte Arai Resort - Lotte City Hotel Kinshicho - Vietnam - Lotte Hotel Saigon - Lotte Hotel Hanoi - Birmania - Lotte Hotel Yangon - Uzbekistán - Lotte City Hotel Tashkent Palace |